# バックル

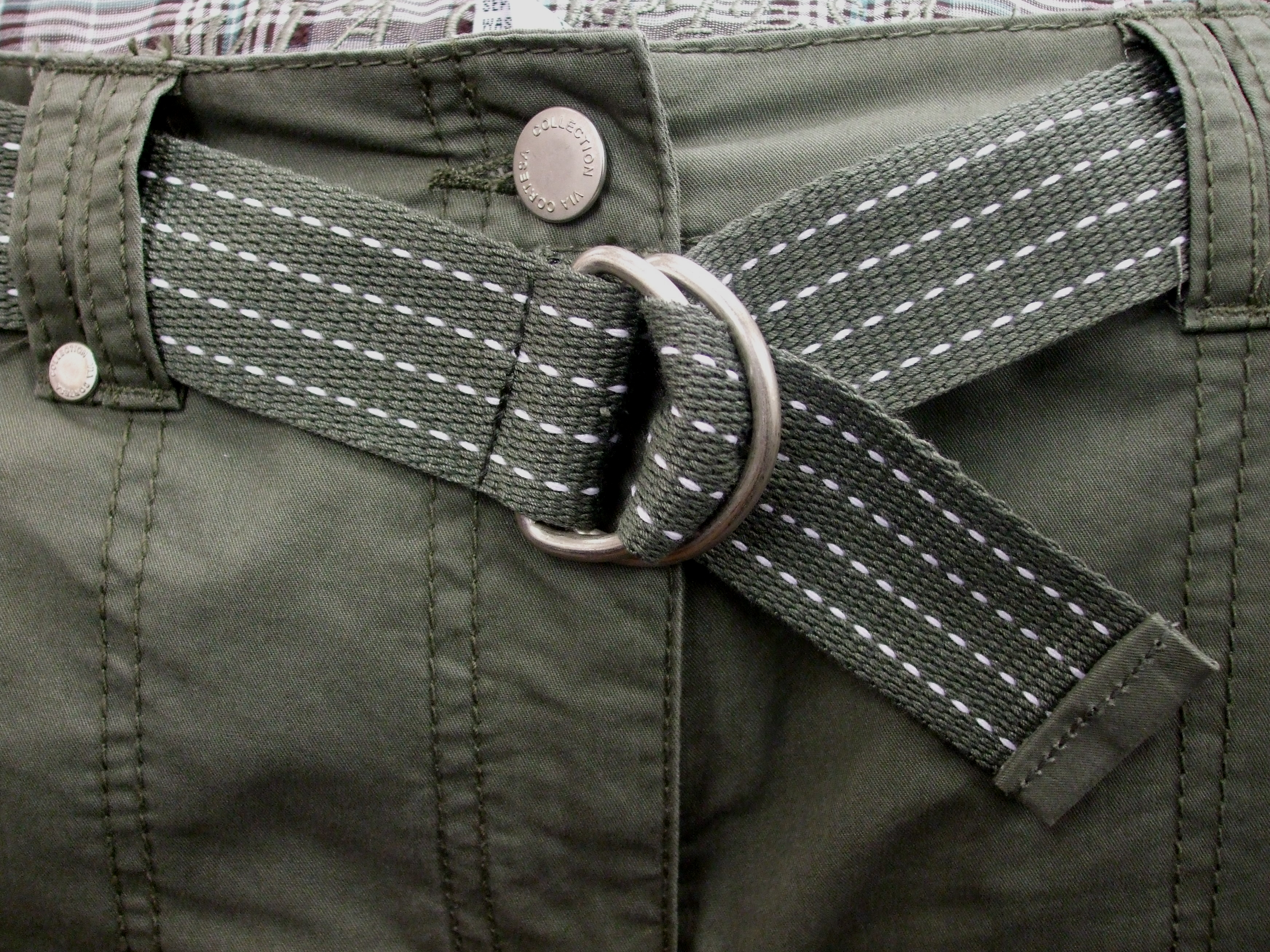
リング・リボンベルト用バックル（リングベルト）

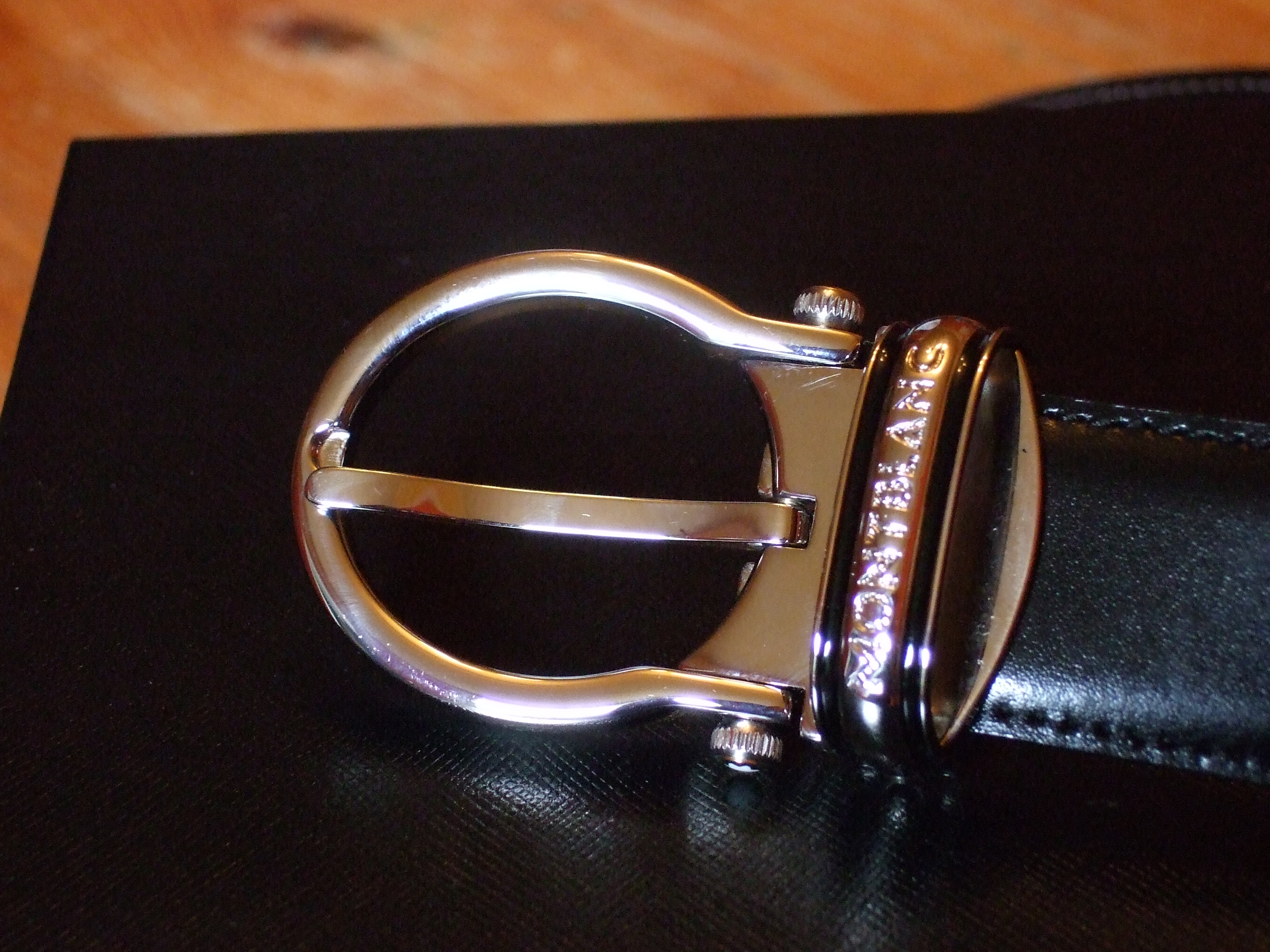
一般的な尾錠止めのバックル（プレーンベルト）

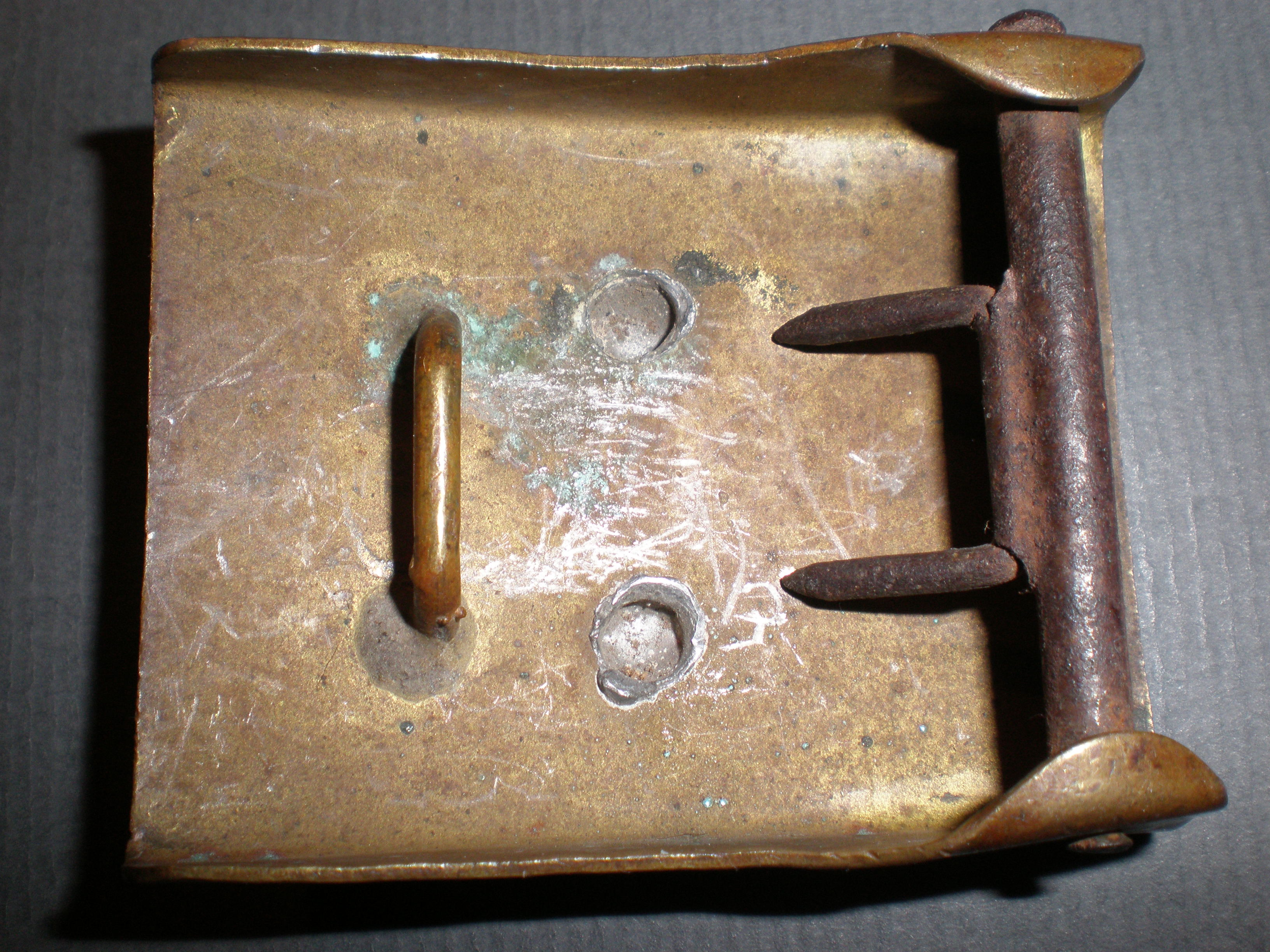
バックルの裏側

バックル（buckle）または尾錠（びじょう）とは、主にズボンや腕時計、ウェストコート、ベストに用いられているベルトの留め金の事である。

## 概要
ベルトは穴に留め金を通し、ズボンや腕時計が落ちない様にする為の道具だが、外見の印象を変えたり、軍服や制服の統一を図る目的もある。
ベルトに穴を開けずに留める事のできるバックル（徳尾錠）は日本の早川徳次が発明。樹脂製のバックルはニフコが世界ではじめて開発。

## バックルの種類
- 尾錠止め（ピンバックル）
針の様な留め金で穴を塞ぎベルトを固定する。無難に良く使用されている方法である。
- 二つ穴（ダブルピンバックル）
つなぎに用いたり、私服に使う事もある。総じて4cm位の太いベルトが多い。
- 布ベルト用バックル
穴が無く自分の体型に合わせて留めるタイプ。大柄な物が多い。作業服に用いられる事もある。内部の抑え棒が、ベルトを引き抜こうとするとバックル裏面にベルトを強く押し付けて止める。サイズフリーでベルト穴周りの傷みが少なくコストも安いことから軍支給の戦闘服にも採用されたためGIベルトとも呼ばれる。下図のように革ベルトに使われる場合もあるが、バックルで擦り傷がつきやすいため布ベルトが多い。
- 棒状のバックル
尾錠止めに似ているが柄や模様があり、丸い棒状の留め金が付いているタイプ。軍服や制服に用いられる事もある。
- リング・リボンベルト用バックル
- Oや円形のバックル
- 徳尾錠
シャープ創業者の早川徳次による最初の製品とされる。GIベルトに見た目が似ており混同されることもあるが構造が異なり、レバーになっているバックル表面部を開閉し、テコの原理でベルトを強く締めつけて止める。開閉にやや力がいるのとベルトに圧痕がついてしまう欠点があるが、開発のきっかけはベルト先が長く余っているのが見苦しいと感じたことだったといわれ[1]、他のバックルでも、任意にベルトを切り詰めや交換できるよう、ベルト付け根部を徳尾錠と同様の機構でバックルに留めている製品が少なくない。容易にベルトを解放できることから貨物固縛用のラッシングベルトやダイビングウエイトベルトのクイックリリースにも徳尾錠と同様のものが多く用いられる。

## バックルの一覧

バックルの構造
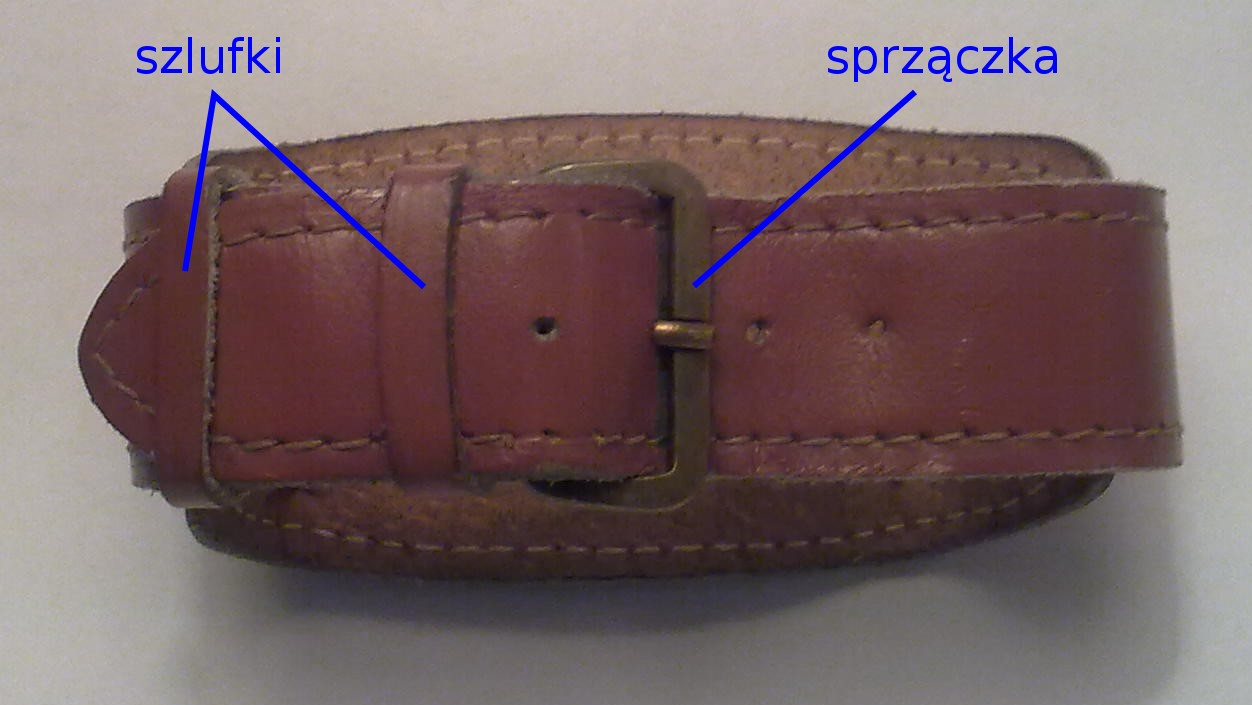
バックルとベルトの構造
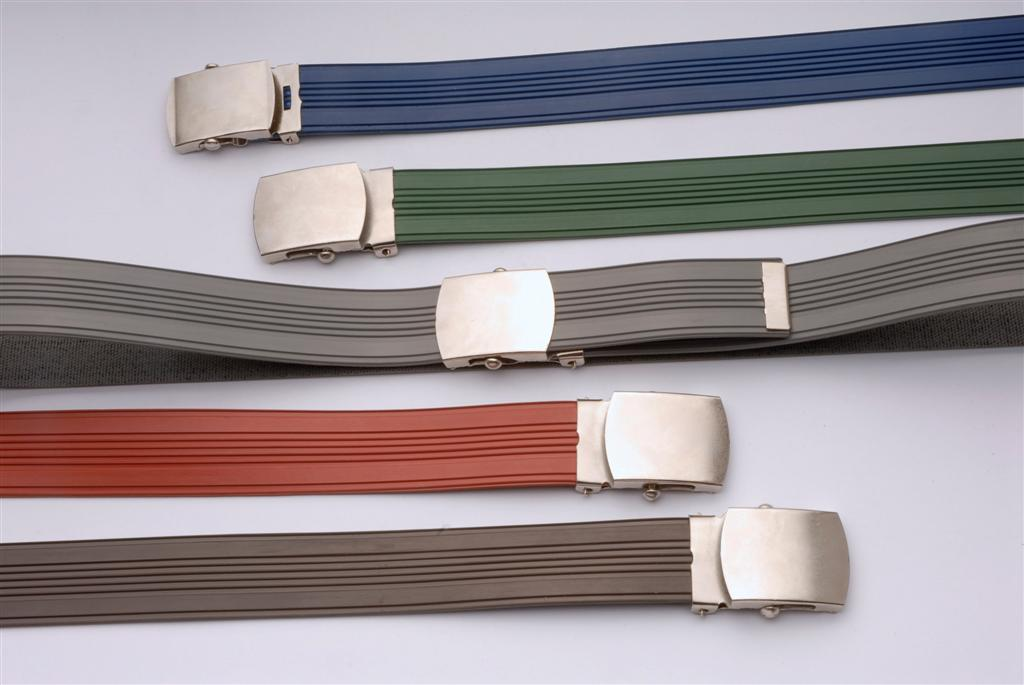
布ベルト用バックル
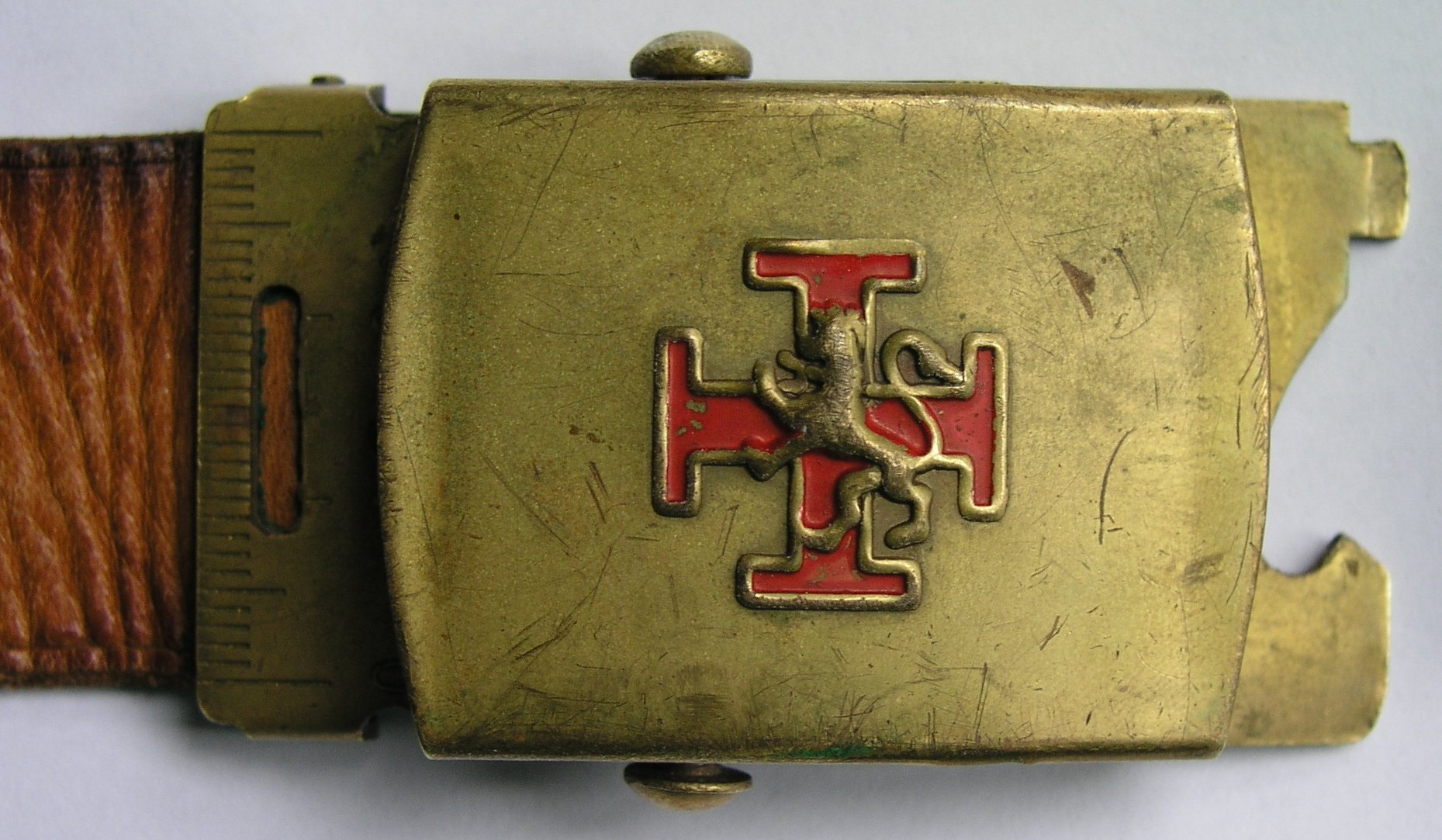
スペイン・青少年教育団体のベルト
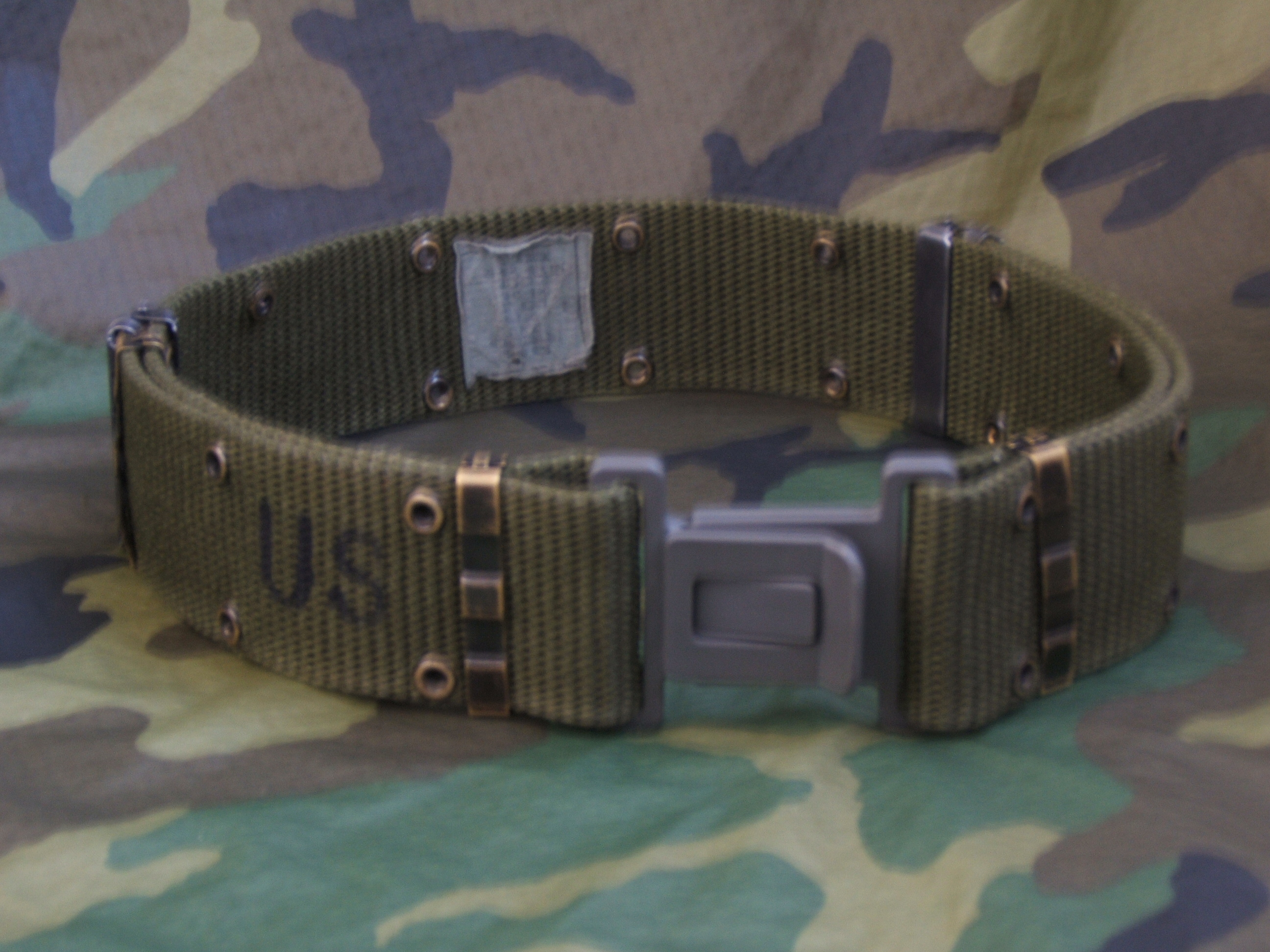
アメリカ軍・ALICE（多目的軽量個人携行装具）の弾帯
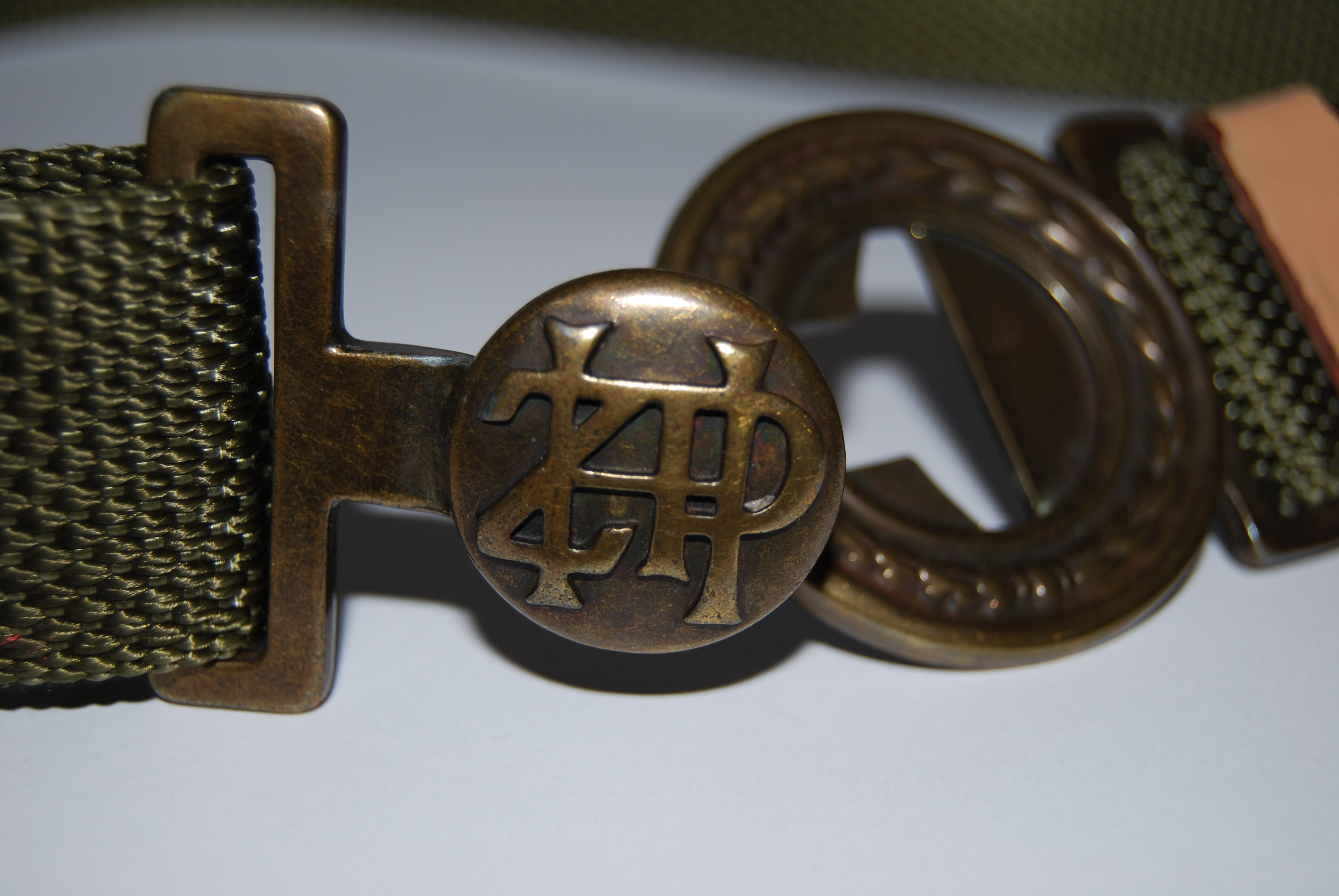
ポーランド・スカウト団体のベルト
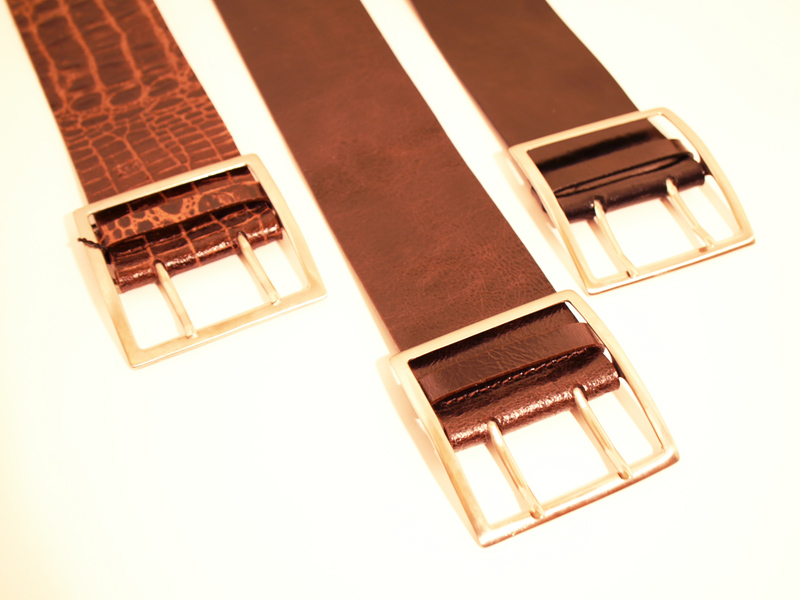
二つ穴
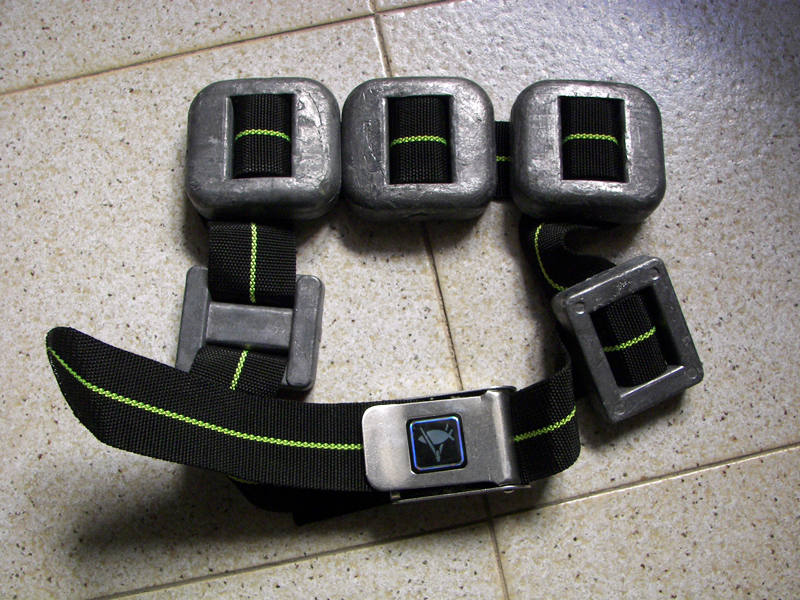
クイックリリースのバックルがついたダイビングウエイトベルト
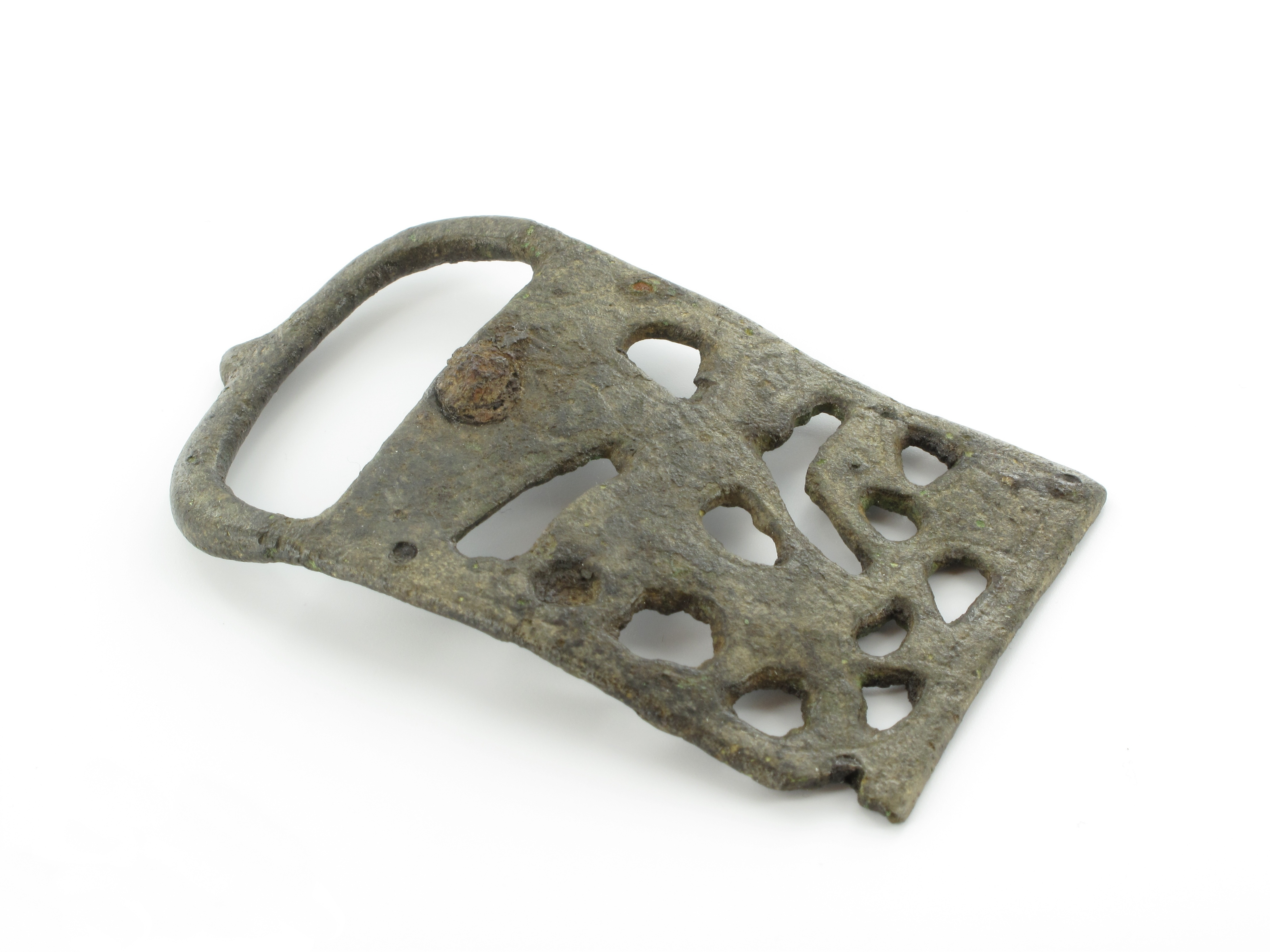
1000年前のバイキングが使用していた金属製の棒状のバックル（ウェスタンベルト）